# Masacre de Gachetá
La masacre de Gachetá fue un tiroteo masivo acontecido el 8 de enero de 1939 en la población homónima, ubicada en Cundinamarca, Colombia, a aproximadamente 100 km de distancia de la capital, Bogotá. Los hechos tuvieron lugar durante el gobierno de Eduardo Santos (1938-1942), miembro del Partido Liberal Colombiano.
Los detalles del suceso han sido motivo de controversia, pero la versión oficial arrojó un saldo de 9 muertos y 17 heridos, todos afines al Partido Conservador Colombiano.
Aunque éste fue un hecho de orden público y no político, resultó siendo aprovechado por el Partido Conservador que desató un escándalo en el periódico El Siglo, afirmando que todo este hecho lo había ordenado el gobierno del presidente Santos.

## Desarrollo
En las elecciones presidenciales de 1938 ganó el liberal Eduardo Santos. El líder conservador Laureano Gómez, había decretado la abstención de sus partidarios durante los comicios, pero permitió la participación de su partido en las elecciones legislativas y municipales de 1939, celebradas en marzo y octubre respectivamente.
Finalizando de esta forma cinco años de abstención del partido, los votantes se encontraban en medio de un clima de mutua hostilidad entre los dos partidos. Es en ese contexto que el domingo 8 de enero de 1939, el directorio departamental conservador, organizó en Gachetá una manifestación preparatoria de las elecciones legislativas.
La Gobernación de Cundinamarca envió un contingente que requisó a los que ingresaban a la plaza central del pueblo, donde había sido convocado el mitin. Entonces se fueron realizados varios disparos que acabaron con la vida de 9 conservadores, provocando además alrededor de 17 heridos.
Según el periódico El Liberal, dirigido en ese entonces por el liberal Alberto Lleras Camargo, un disparo proveniente del atrio, aunque de origen indeterminado, causó pánico entre los manifestantes conservadores, que respondieron atacando a varios liberales que desde una esquina trataban de sabotear el mitin. Entonces intervinieron los miembros de la Policía, y con ello el caos se generalizó.

## Consecuencias
Al enterarse de lo ocurrido, Laureano Gómez regresó a Bogotá desde su finca de Útica (Cundinamarca) y acusó al gobierno del presidente Eduardo Santos haber apoyado a las «turbas izquierdistas».
El 16 de enero siguiente, el conservador Aquilino Villegas escribió en periódico El Siglo un editorial exhortando a los seguidores de su partido a hacer valer sus derechos:

Si la convivencia es imposible porque la chusma liberal logra espantar al Gobierno y obligarlo a replegarse con sus ideas de respeto por los derechos de los conservadores, no nos queda más recurso que el derecho natural de la propia defensa… mostrando que no somos mancos y que dondequiera que podamos ser fuertes, rescataremos por la fuerza nuestro 

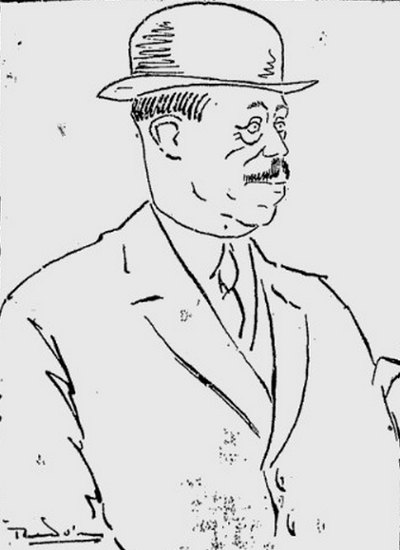
Aquilino Villegas en una caricatura de Ricardo Rendón.

derecho… Si lo que quieren los asesinos de Gachetá es apartarnos de las urnas, a las urnas iremos… Y ya sabremos quiénes tendrán que pagarnos hoy o más tarde el montón de cadáveres y los torrentes de sangre inocente con que se mancharán las aras de la patria… 

"Normas de defensa": No reunirnos nunca en dondequiera que nos desarmen; y armarnos por todos los caminos posibles; organizarnos secretamente… en grupos que aseguren la mutua defensa…

Gómez por su parte habló por radio, acogiendo la declaración de Villegas, y la ratificación que de la misma realizó la Convención Conservadora (“Debemos armarnos por todos los medios posibles”), en lo que ha sido considerado como la primera justificación de la autodefensa armada que llevó a Colombia a una "guerra civil no declarada". Sin embargo, no era la primera vez que Gómez se declaraba en pie de guerra. Así por ejemplo, en octubre de 1936, tras un incidente en Pensilvania (Caldas), que causó la muerte a seis copartidarios, el líder conservador llamó a "constituir fuerzas de choque debidamente armadas que defiendan la integridad personal de los manifestantes".
A raíz de los hechos de Gachetá, cientos de campesinos liberales fueron asesinados por partidarios del Partido Conservador.

## Investigación
El gobierno nombró como investigador a Enrique Vargas Orjuela (célebre por el Caso Mamatoco), quien escribió al presidente Santos reconociendo que el gobierno no tuvo participación en dicho acto y que prestó las facilidades necesarias para el desarrollo de la investigación.